# Nicolás Otamendi
Nicolás Hernán Gonzalo Otamendi (sinh ngày 12 tháng 2 năm 1988) là một cầu thủ bóng đá chuyên nghiệp người Argentina hiện đang thi đấu ở vị trí trung vệ cho đội tuyển bóng đá quốc gia Argentina và là đội trưởng của câu lạc bộ Primeira Liga Benfica.
Sự nghiệp thi đấu chuyên nghiệp của anh bắt đầu từ câu lạc bộ Atlético Vélez Sársfield và Porto, anh cũng đã có những thành công nhất định khi chơi trong màu áo của 02 câu lạc bộ này. Sau đó, Otamendi được chuyển đến Bồ Đào Nha và chơi cho câu lạc bộ F.C. Porto với khoản phí 4 triệu euro trong một bản hợp đồng đã ký kết với thời hạn 5 năm. Vào ngày 5 tháng 2 năm 2014, Otamendi được bán tới Valencia CF tại giải La Liga với một hợp đồng 05 năm có giá trị 12 triệu Euro bắt đầu từ ngày 1 tháng 6.
Tháng 3 năm 2009, Otamendi được gọi vào đội tuyển quốc gia Argentina dưới thời của huấn luyện viên Diego Maradona và cho ra sân trong trận giao hữu với Panama. Kể từ đó, anh đại diện cho đất nước tham dự năm kỳ Copa America và ba kỳ FIFA World Cup, trong đó anh cùng với các đồng đội của mình giành chức vô địch Copa America 2021, World Cup 2022 và Copa America 2024.

## Thống kê sự nghiệp

### Câu lạc bộ
Tính đến 17 tháng 5 năm 2024
| Câu lạc bộ          | Mùa giải            | Giải đấu            | Giải đấu | Giải đấu | Cúp quốc gia | Cúp quốc gia | Cúp liên đoàn | Cúp liên đoàn | Châu lục | Châu lục | Khác | Khác | Tổng cộng | Tổng cộng |
| Câu lạc bộ          | Mùa giải            | Hạng                | Trận     | Bàn      | Trận         | Bàn          | Trận          | Bàn           | Trận     | Bàn      | Trận | Bàn  | Trận      | Bàn       |
| ------------------- | ------------------- | ------------------- | -------- | -------- | ------------ | ------------ | ------------- | ------------- | -------- | -------- | ---- | ---- | --------- | --------- |
| Vélez Sarsfield     | 2007–08             | Primera División    | 1        | 0        | –            | –            | –             | –             | 0        | 0        | –    | –    | 1         | 0         |
| Vélez Sarsfield     | 2008–09             | Primera División    | 18       | 0        | –            | –            | –             | –             | 0        | 0        | –    | –    | 18        | 0         |
| Vélez Sarsfield     | 2009–10             | Primera División    | 19       | 1        | –            | –            | –             | –             | 14       | 0        | –    | –    | 33        | 1         |
| Vélez Sarsfield     | 2010–11             | Primera División    | 2        | 0        | —            | —            | —             | —             | 0        | 0        | —    | —    | 2         | 0         |
| Vélez Sarsfield     | Tổng cộng           | Tổng cộng           | 40       | 1        | —            | —            | —             | —             | 14       | 0        | —    | —    | 54        | 1         |
| Porto               | 2010–11             | Primeira Liga       | 15       | 5        | 1            | 0            | 2             | 0             | 13       | 1        | —    | —    | 31        | 6         |
| Porto               | 2011–12             | Primeira Liga       | 20       | 2        | 1            | 0            | 2             | 0             | 6        | 0        | 0    | 0    | 29        | 2         |
| Porto               | 2012–13             | Primeira Liga       | 29       | 0        | 2            | 0            | 3             | 1             | 8        | 0        | 1    | 0    | 43        | 1         |
| Porto               | 2013–14             | Primeira Liga       | 13       | 0        | 2            | 1            | 0             | 0             | 4        | 0        | 1    | 0    | 20        | 1         |
| Porto               | Tổng cộng           | Tổng cộng           | 77       | 7        | 6            | 1            | 7             | 1             | 31       | 1        | 2    | 0    | 123       | 10        |
| Atlético Mineiro    | 2014                | Série A             | 5        | 0        | 0            | 0            | —             | —             | 7        | 0        | 7    | 1    | 19        | 1         |
| Valencia            | 2014–15             | La Liga             | 35       | 6        | 3            | 0            | —             | —             | —        | —        | —    | —    | 38        | 6         |
| Manchester City     | 2015–16             | Premier League      | 30       | 1        | 2            | 0            | 5             | 0             | 11       | 0        | —    | —    | 48        | 1         |
| Manchester City     | 2016–17             | Premier League      | 30       | 1        | 5            | 0            | 1             | 0             | 7        | 0        | —    | —    | 43        | 1         |
| Manchester City     | 2017–18             | Premier League      | 34       | 4        | 2            | 0            | 2             | 0             | 8        | 1        | —    | —    | 46        | 5         |
| Manchester City     | 2018–19             | Premier League      | 15       | 0        | 3            | 1            | 4             | 0             | 4        | 0        | 1    | 0    | 27        | 1         |
| Manchester City     | 2019–20             | Premier League      | 24       | 2        | 3            | 0            | 3             | 1             | 8        | 0        | 1    | 0    | 39        | 3         |
| Manchester City     | Tổng cộng           | Tổng cộng           | 136      | 8        | 17           | 1            | 15            | 1             | 40       | 1        | 2    | 0    | 210       | 11        |
| Benfica             | 2020–21             | Primeira Liga       | 27       | 1        | 4            | 0            | 0             | 0             | 6        | 0        | 1    | 0    | 38        | 1         |
| Benfica             | 2021–22             | Primeira Liga       | 28       | 0        | 1            | 0            | 1             | 0             | 13       | 0        | —    | —    | 43        | 0         |
| Benfica             | 2022–23             | Primeira Liga       | 31       | 1        | 2            | 0            | 0             | 0             | 13       | 1        | —    | —    | 46        | 2         |
| Benfica             | 2023–24             | Primeira Liga       | 31       | 2        | 5            | 1            | 2             | 1             | 12       | 0        | 1    | 0    | 51        | 4         |
| Benfica             | Tổng cộng           | Tổng cộng           | 117      | 4        | 12           | 1            | 3             | 1             | 44       | 1        | 2    | 0    | 178       | 7         |
| Tổng cộng sự nghiệp | Tổng cộng sự nghiệp | Tổng cộng sự nghiệp | 407      | 26       | 38           | 3            | 25            | 3             | 136      | 3        | 14   | 1    | 620       | 36        |

1. ↑  Bao gồm Taça da Liga và Campeonato Mineiro.

### Bàn thắng quốc tế
| # | Ngày                 | Địa điểm                                                                 | Đối thủ     | Bàn thắng | Kết quả | Giải đấu                      |
| - | -------------------- | ------------------------------------------------------------------------ | ----------- | --------- | ------- | ----------------------------- |
| 1 | 2 tháng 11 năm 2011  | Sân vận động Salt Lake, Kolkata, Ấn Độ                                   | Venezuela   | 1–0       | 1–0     | Giao hữu                      |
| 2 | 10 tháng 6 năm 2016  | Soldier Field, Chicago, Hoa Kỳ                                           | Panama      | 1–0       | 5–0     | Copa América Centenario       |
| 3 | 6 tháng 9 năm 2016   | Sân vận động Metropolitano de Mérida, Mérida, Venezuela                  | Panama      | 2–2       | 2–2     | Vòng loại FIFA World Cup 2018 |
| 4 | 27 tháng 3 năm 2018  | Wanda Metropolitano, Madrid, Tây Ban Nha                                 | Tây Ban Nha | 1–2       | 1–6     | Giao hữu                      |
| 5 | 12 tháng 10 năm 2023 | Sân vận động tượng đài Antonio Vespucio Liberti, Buenos Aires, Argentina | Paraguay    | 1–0       | 1–0     | Vòng loại FIFA World Cup 2026 |
| 6 | 21 tháng 11 năm 2023 | Sân vận động Maracanã, Rio de Janeiro, Brasil                            | Brasil      | 1–0       | 1–0     | Vòng loại FIFA World Cup 2026 |

## Danh hiệu
Vélez
- Argentine Primera División: 2009 Clausura[3]

Porto
- Primeira Liga: 2010–11, 2011–12, 2012–13[3]
- Taça de Portugal: 2010–11[3]
- Supertaça Cândido de Oliveira: 2011, 2012, 2013[3]
- UEFA Europa League: 2010–11[3]
- Taça da Liga á quân: 2012–13[3]

Manchester City
- Premier League: 2017–18, 2018–19[4]
- FA Cup: 2018–19[5]
- Football League/EFL Cup: 2015–16,[6] 2017–18,[7] 2018–19,[8] 2019–20[9]
- FA Community Shield: 2018,[10] 2019[11]

Argentina
- Copa América: 2021, 2024; á quân: 2015, 2016
- Siêu cúp Liên lục địa CONMEBOL–UEFA: 2022
- FIFA World Cup: 2022

Cá nhân
- Đội hình tiêu biểu Nam Mỹ: 2009
- Đội hình tiêu biểu La Liga: 2014–15[12]
- Đội hình tiêu biểu Cúp Bóng đá Nam Mỹ: 2015, 2016[13]
- PFA Team of the Year: 2017–18[14]